# Вічний вогонь (фільм, 1922)
«Вічний вогонь» (англ. The Eternal Flame)  — американська історична драма режисера Френка Ллойда 1922 року.

## У ролях
- Норма Толмадж — герцогиня Ланже
- Адольф Менжу — герцог Ланже
- Веджвуд Ноуелл — маркіз Рункуролес
- Конуей Тірл — Генерал Монтрівью
- Розмарі Тебі — мадам де Серізі
- Кейт Лестер — принцеса Фламонт-Хоррей
- Том Рікеттс
- Отіс Герлан
- Ірвінг Каммінгс
- Хуаніта Гансен